# Антонова, Дарья Владимировна
Дарья Владимировна Антонова (род. 17 июня 2005, Ленинск) — российская дзюдоистка, бронзовый призёр чемпионата Европы 2025 года, бронзовый призёр чемпионата России 2024 года, бронзовый призёр Кубка России 2023 года, мастер спорта России.

## Биография
Дарья Антонова родилась 17 июня 2005 году в Ленинске Волгоградской области. В дзюдо с шестилетнего возраста. Первыми наставниками в спорте для спортсменки стали мама и папа, Лариса Анатольевна и Владимир Анатольевич. В дальнейшем переехала в Волгоград, где поступила на обучение в училище олимпийского резерва, занимается у Александра Юрьевича Евланова.
Удостоена звания «Мастер спорта России».
В 2023 году на Кубке России по дзюдо завоевала бронзовую медаль в весовой категории до 63 кг.
В октябре 2024 года в весовой категории до 70 кг стала бронзовым призёром на дебютном для себя чемпионата России по дзюдо.
В июне 2025 года Антонова приняла участие на чемпионате мира в Будапеште.

## Спортивные результаты
- Кубок России по дзюдо 2023 — ;
- Чемпионат России по дзюдо 2024 — .